# Куценко Віталій Данилович
Віталій Данилович Куценко (нар. 26 листопада 1939, Мартове) — український диригент і педагог.

## Біографія
Народився 26 листопада 1939 року в селі Мартовому (нині Чугуївський район Харківської області, Україна). 1965 року закінчив Харківську, у 1971 році Ленінградську (викладачі Микола Рабинович, Ісай Шерман) консерваторії, у 1978 році — асистентуру-стажування при Казанській консерваторії (керівник Натан Рахлін).
Упродовж 1969—1975 років працював головним диригентом Марійського музично-драматичного театру в Йошкар-Олі, у 1975—1976 роках — головним диригентом Самаркандського, у 1976—1982 роках — Татарського імені Муси Джаліля театрів опери та балету, у 1982—1985 роках — симфонічних оркестрів Томської та у 1985—1997 роках — Харківської філармоній. Одночасно з 1991 року — викладач (з 2010 року — професор) кафедри оперної підготовки Харківського університету мистецтв та з 1997 року — головний диригент Харківського театру опери та балету імені Миколи Лисенка.

## Творчість
Диригував опери:
- «Запорожець за Дунаєм» Семена Гулака-Артемовського;
- «Тарас Бульба» Миколи Лисенка;
- «Катерина» Миколи Аркаса;
- «Князь Ігор» Олександра Бородіна;
- «Травіата», «Ріголетто», «Трубадур», «Бал-маскарад», «Аїда», «Набукко» Джузеппе Верді;
- «Фауст» Шарля Ґуно;
- «Поргі та Бесс» Джорджа Ґершвіна;
- «Русалка», «Кам'яний гість» Олександра Даргомижського;
- «Паяци» Руджеро Леонкавалло;
- «Тоска», «Богема», «Мадам Баттерфляй» Джакомо Пуччині;
- «Царева наречена» Миколи Римського-Корсакова;
- «Євгеній Онєгін», «Пікова дама», «Іоланта» Петра Чайковського;
- «Севільський цирульник», «Шлюбний вексель» Джоаккіно Россіні;
- «Поет» Лева Колодуба (1-е виконання, 2001).

У репертуарі були:
- симфонії Йозефа Гайдна, Вольфганга Амадея Моцарта, Людвіга ван Бетховена, Йоганнеса Брамса, Антона Брукнера, Жоржа Бізе, Антоніна Дворжака, Сергія Прокоф'єва, Сергія Рахманінова, Петра Чайковського, Дмитра Шостаковича;
- увертюри, симфонічні поеми, сюїти, інструментальні концерти, кантати, ораторії, серед яких — «Реквієм» Джузеппе Верді, «Реквієм» Вольфганга Амадея Моцарта,  «Реквієм» Луїджі Керубіні, «Карміна Бурана» Карла Орфа, «Стабат матер» Антоніна Дворжака, «Te Deum» Антона Брукнера, «Цар Едіп» Ігоря Стравинського.

Гастролював у країнах Європи і США.

## Відзнаки
- Заслужений діяч мистецтв Марійської АРСР з 1974 року;
- Державна премія Марійської АРСР за 1979 рік;
- Заслужений діяч мистецтв України з 2000 року.